# Triarylmetanfärgämne

Trifenylmetanstruktur

Difenylnaftylmetanstruktur

Triarylmetanfärgämnen är en grupp syntetiska, organiska färgämnen med trifenylmetan eller difenylnaftylmetan i sin struktur. Det är en omfattande grupp ämnen med stor färgstyrka och som har bred användning till relativt lågt pris. Nackdelen är deras bristande beständighet, som begränsar användningsområdet.
Flera av ämnena används för infärgning av vävnader för histologisk analys (mikroskopi), och ett antal av dem har fluorescerande egenskaper.
I den internationella databasen Colour Index (CI) klassificeras gruppen triarylmetanfärgämnen inom nummerområdet CI 42000–44999.

## Trifenylmetanfärgämnen
Hos trifenylmetanfärgämnena är alla tre arylgrupper, som binder till det centrala kolet i grundstrukturen, fenylgrupper.
Trifenylmetanfärgämnena är bland de äldsta syntetiserade organiska färgämnena, och anilinrött var det första av dessa i slutet av 1850-talet. Det framställdes fler färgämnen i den här gruppen utifrån anilin. Det gjordes på olika vis, men August Wilhelm von Hofmann konstaterade att p-toluidin var en nödvändig ingrediens. Det var först 1878 strukturen blev klarlagd, av Emil Fischer, som också visade att det är kolet i p-toluidinets metylgrupp som i färgämnet binder till de tre fenylgrupperna.
I Colour Index finns trifenylmetanfärgämnena inom nummerområdet 42000–43999 och klassificeras i ett antal undergrupper utifrån deras substituenter på grundstrukturen.

### Diaminotrifenylmetanfärgämnen

Malakitgrönt

Diaminotrifenylmetanfärgämnen (CI 42000–42499) har en aminogrupp på två av fenylgrupperna. Exempel på dessa är:
- Briljantblått FCF
- Malakitgrönt
- Patentblått V

### Triaminotrifenylmetanfärgämnen

Parafuksin

Triaminotrifenylmetanfärgämnen (CI 42500–43499) har en aminogrupp på varje fenylgrupp. Exempel på dessa är:
- Anilinrött
- Parafuksin

### Aminohydroxitrifenylmetanfärgämnen
Aminohydroxitrifenylmetanfärgämnen (CI 43500–43799) har som substituenter både någon aminogrupp och någon med en hydroxigrupp.

### Hydroxitrifenylmetanfärgämnen

Aurin

Hydroxitrifenylmetanfärgämnen (CI 43800–43999) har minst en hydroxigrupp som substituent. Exempel på dessa är:
- Aurin
- Bromtymolblått
- Fenolftalein
- Fenolrött

## Difenylnaftylmetanfärgämnen

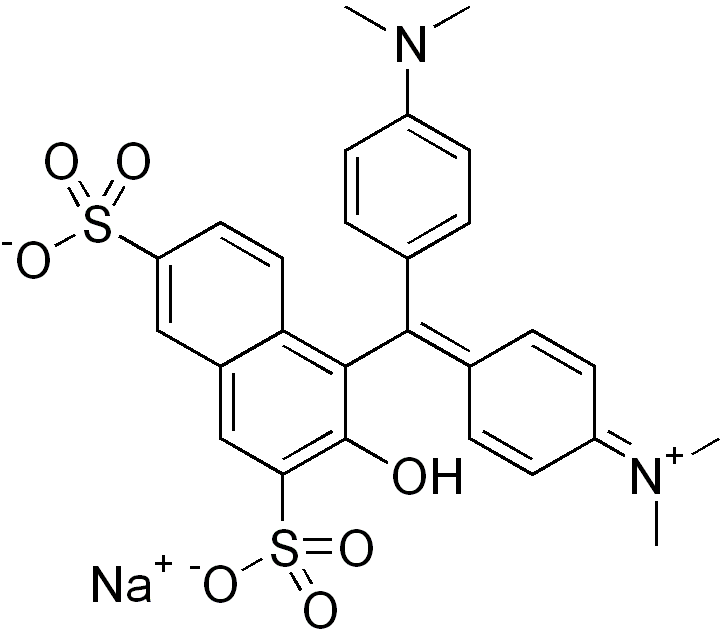
Grön S

Difenylnaftylmetanfärgämnena (CI 44000–44499) har två fenylgrupper och en naftylgrupp i sin grundstruktur. Exempel på dessa är:
- Grön S

## Övriga triarylmetanfärgämnen
De triarylmetanfärgämnen som inte kan klassificeras inom ovanstående undergrupper hamnar i Colour Index-gruppen diverse (miscellaneous) triarylmetanfärgämnen, inom nummerområdet 44500–44999.